# Гальбштадт
Гальбшта́дт (рос. Гальбштадт) — село, центр Німецького національного району Алтайського краю, Росія. Адміністративний центр та єдиний населений пункт Гальбштадтської сільської ради.
До 1991 року село називалось Некрасово.

## Населення
Населення — 1756 осіб (2010; 2017 у 2002).
Національний склад (станом на 2002 рік):
- росіяни — 66 %
- німці — 27 %